# Radoujny (oblast de Vladimir)
Pour les articles homonymes, voir Radoujny.
Radoujny (en russe : Радужный) est une ville fermée de l'oblast de Vladimir, en Russie. Sa population s'élevait à 17 569 habitants en 2021.

## Géographie
Radoujny est arrosée par les rivières Pol, Bouja et Oujbol, et se trouve à 18 km au sud-sud-ouest de Vladimir et à 172 km à l'est de Moscou.

## Histoire
La ville fut créée en 1971 pour accueillir le personnel d'un centre de recherche de l'industrie de la défense. Elle fut renommée Vladimir-30 (Влади́мир-30) en 1977. En 1991, elle obtint le statut de ville et fut renommée Radoujny.

## Population
Recensements (*) ou estimations de la population
| 1976  | 1983   | 1996   | 2000   |
| ----- | ------ | ------ | ------ |
| 2 400 | 10 000 | 17 400 | 18 500 |

| 2002*  | 2010*  | 2012   | 2013   |
| ------ | ------ | ------ | ------ |
| 17 506 | 17 537 | 18 399 | 18 466 |

| 2021*  | - | - | - |
| ------ | - | - | - |
| 17 569 | - | - | - |